# Dubai World Central Commercial City
Centro de comercio mundial de Dubai City es el bajo desarrollo de la construcción en Dubai World Central, Dubái. Cubrirá una superficie de 85.600.000 metros cuadrados, el desarrollo constará de uno a 45 pisos edificios, que se espera que emplean alrededor de 150.000 personas. Población total estimada es de 450.000.